# Ernst Buchholz (Politiker)
Ernst Buchholz (* 12. Februar 1905 in Bremen; † 9. Oktober 1974 in Bremen) war ein Betriebsratsvorsitzender, Politiker (SPD) und Mitglied der Bremischen Bürgerschaft.

## Biografie

### Ausbildung und Beruf
Buchholz hat seine Lehre als Kraftfahrzeugmechaniker absolviert und war als Autoschlosser, Monteur und Kraftzeugfahrer in Bremen tätig.
Von 1951 bis 1967 war er der Betriebsratsvorsitzende des Automobilkonzerns  von Borgward, Goliath und Lloyd. Es war Carl Borgward der Buchholz „in gewissen Grenzen Respekt und Mitwirkung anbot“. Bei den „werksgemeinschaftlich geprägten Vorstellungen (Borgwards) vom Verhältnis Belegschaft - Unternehmer, waren für ihn sowohl (durch) der Betriebsrat als auch die Gewerkschaft in dem Betriebsratsvorsitzenden Ernst Buchholz personifiziert“.
„Hinzu kam, dass Buchholz ‚seine‘ Belegschaft ‚im Griff‘ hatte und damit ihr Verhalten auch für Borgward eher kalkulierbar machte, so dass die Unterhaltung guter Beziehungen zu Buchholz für Borgward auch ganz handfeste Vorteile versprach - und umgekehrt“.

### Politik
Buchholz war Mitglied der SPD in Bremen und Mitglied der Gewerkschaft IG-Metall.
Von 1951 bis 1967 war er 16 Jahre lang Mitglied der Bremischen Bürgerschaft und verschiedene Deputationen der Bürgerschaft tätig.

### Ehrungen
Die Ernst-Buchholz-Straße in Bremen, Stadtteil Obervieland, Ortsteil - Habenhausen, wurde nach ihm benannt.